# Карагандинская область
Караганди́нская о́бласть (каз. Қарағанды облысы / Qarağandy oblysy) — область в центральной части Казахстана. Климат резко континентальный и крайне засушливый. Область занимает наиболее возвышенную часть Казахского мелкосопочника — Сарыарки.
В настоящее время Карагандинская область — одна из крупнейших по промышленному потенциалу, богатая минералами и сырьём. Территория области составляет 239 045 км². После выделения Улытауской области лидерство по территории перешло к Актюбинской области.
На севере граничит с Акмолинской областью, на северо-востоке — с Павлодарской, на востоке — с Абайской, на юго-востоке — с Жетысуской и Алматинской, на юге — с Жамбылской, на юго-западе и западе — с Улытауской, на северо-западе — с Костанайской областью.

## Рельеф
Область занимает наиболее возвышенную часть Казахского мелкосопочника — Сарыарки, которая представляет своеобразную, весьма неоднородную в геоморфологическом отношении, сильно приподнятую территорию (абсолютная высота 400—1000 м). Рельеф осложнён мелкосопочными понижениями, речными долинами, сухими руслами водотоков, лощинами с выходом на поверхность грунтовых вод, бессточными впадинами, озёрными котловинами, степными блюдцами. Характерным признаком территории служат выходы плотных пород в виде скал, каменистых нагромождённых и россыпи, сильно расчленённых и хаотичных по рельефу. Мелкосопочник формировался в процессе длительного континентального развития, продолжавшегося с середины палеозоя до наших дней, за счёт интенсивного разрушения и денудации докембрийских, палеозойских и более поздних тектонических образований. Денудационные процессы превратили горы в низкогорье, в обширный древний пенеплен островными горными массивами, сложенными наиболее устойчивыми к разрушению породами. Кайнозойско-мезозойский пенеплен испытал неоднократные слабые эпейрогенические движения. Процессы пенепленизации и отчасти, неотектоническоие поднятия обусловили возникновение, а также возрождение широких, выровненных главных водоразделов территории области с низкогорными массивами и мелкосопочниками: на юге Балхаш-Иртышского, на юго-западе Сарысу-Тенгизского, на севере Ишимо-Иртышского. Различные денудационные формы мелкосопочника отличаются характером горных пород и их залеганием. Так, граниты имеют скалистые, зубчатые, шаровидные или матрацевидные формы выветривания, для линейно вытянутых толщ песчаников, известняков и сланцев характерны гребни и гряды, для вторичных кварцитов — острые вершины (шокы). На поверхности аккумулятивных равнин широко распространены суффозионные западины и дефляционные котловины с пересыхающими озёрами. Морфология речных долин связана в значительной степени с климатическими и ландшафтными условиями.

## Климат
Климат континентальный, зима холодная, в отдельные годы суровая, с буранами. Средние температуры января −16 — −17°С. Лето жаркое, засушливое, ветреное. Средние температуры июля 20—21°С. Годовое количество осадков на севере области составляет 250—300 мм, на юге — 150—210 мм, в низких горных районах — 300—400 мм. Дожди в основном идут с апреля по октябрь.

## Гидрография
Важное хозяйственное значение имеют река Нура, берущая начало с водораздела Балхаш — Иртыш и впадающая в озеро Тенгиз, и её притоки, в частности Шерубайнура. Хозяйственной значимостью обладает и река Куланотпес, также впадающая в озеро Тенгиз. Наряду с этим имеют значение и реки бассейна озера Карасор, а также реки Ишим, Шидерты и другие притоки Иртыша. Реки Карагандинской области преимущественно маловодные.
На территории области имеются 1910 озёр, суммарная общая площадь которых составляет 926 км². Уровень воды в большинстве озёр резко поднимается весной и падает летом, в результате чего по берегам к осени образуются характерные солончаки — соры. Наиболее крупное озеро — Балхаш.

## Почвы
На севере области в степном поясе сосредоточены карбонатные чернозёмные и тёмно-бурые почвы. В Каркаралинских горах и других горных массивах распространены горные чернозёмы. В центральных районах области в полупустынном поясе преобладают солончаковые карбонатные тёмно-бурые и светло-бурые почвы. На юге в пустынном поясе распространены серые и пепельные почвы. В долинах рек встречаются луговые тёмно-бурые почвы.

## Флора и фауна
В степном поясе произрастают полынь, типчак, ковыль, жёлтый клевер, мятлик, биюргун, тимьян; на равнинных землях — акация, спирея, шиповник. В полупустынном поясе области растут типчак, ковыль и другие травы и эфемеры. На каменистых склонах холмов преобладает полынь. В межхолмистых впадинах произрастают различные кустарники, в горах Улытау, Карагаш, Бектау-Ата — берёза, ольха, в пустыне южной части области — полынь и различные солянки.
Фауну области составляют архар, косуля, джейран, волк, лиса, корсак, барсук, хорек, белка, заяц, суслик, сурок, тушканчик, в озёрных камышах — дикий кабан, ондатра; из птиц — журавль, дрофа, беркут, коршун, кобчик, стрепет, сова, филин, орёл-могильник, лысуха, гусь, утка, чайка и др. В озёрах и реках водятся карась, линь, сом, окунь, плотва, щука, язь, маринка и другие виды рыб. В озере Балхаш акклиматизированы белый амур, жерех, лещ, карп, сом, судак, усач, шип. В XIX веке на севере Карагандинской области обитала рысь, а в Каркаралинских горах медведь.

## История
На территории Карагандинской области в 19 веке проживали племена Среднего жуза: Аргын (роды Каракесек, Куандык, Суйиндик, Тобыкты, Таракты). В советский период на территории области прошла коллективизация — согласно документам Карагандинской городской прокуратуры, 12 апреля 1931 года в одном из аулов было выступление, все выступившие были арестованы, а потом 39 из выступивших были расстреляны
Карагандинская область была образована 10 марта 1932 года в составе Казахской АССР. Первоначально её областным центром был город Петропавловск. 29 июля 1936 года из неё выделилась Северо-Казахстанская область в составе 25 районов. С 3 августа 1936 года областной центр находится в Караганде. С 5 декабря 1936 года область находилась в составе Казахской ССР.
Указом Президиума Верховного Совета СССР от 14 октября 1939 года город Акмолинск, а также Акмолинский, Вишневский, Новочеркасский и Эркеншиликский районы переданы в состав новообразующейся Акмолинской области.
В 1959 году в Темиртау в районе «старого города» произошли массовые беспорядки и восстания среди рабочих, крайне недовольных плохими условиями жизни, их не переселяли в новые дома, отдавали жильё вновь приехавшим «социалистическим братьям» из Болгарии, что вызвано было многочисленными ошибками администрации Карагандинского металлургического комбината.
20 марта 1973 года от Карагандинской области была отделена её южная часть и образована Джезказганская область (с сентября 1992 года — Жезказганская).
В 1997 году в Карагандинскую область была вновь включена территория Жезказганской области.
9 сентября 2021 года были установлены побратимские отношения между Карагандинской областью и бразильским штатом Баия.
16 марта 2022 года Президент Республики Казахстан Касым-Жомарт Токаев, во время совместного заседания палат Парламента, заявил, что из части Карагандинской области будет сформирована новая Улытауская область. В её состав предложено включить города Жезказган (административный центр), Каражал, Сатпаев, Жанааркинский и Улытауский районы.

## Административное деление

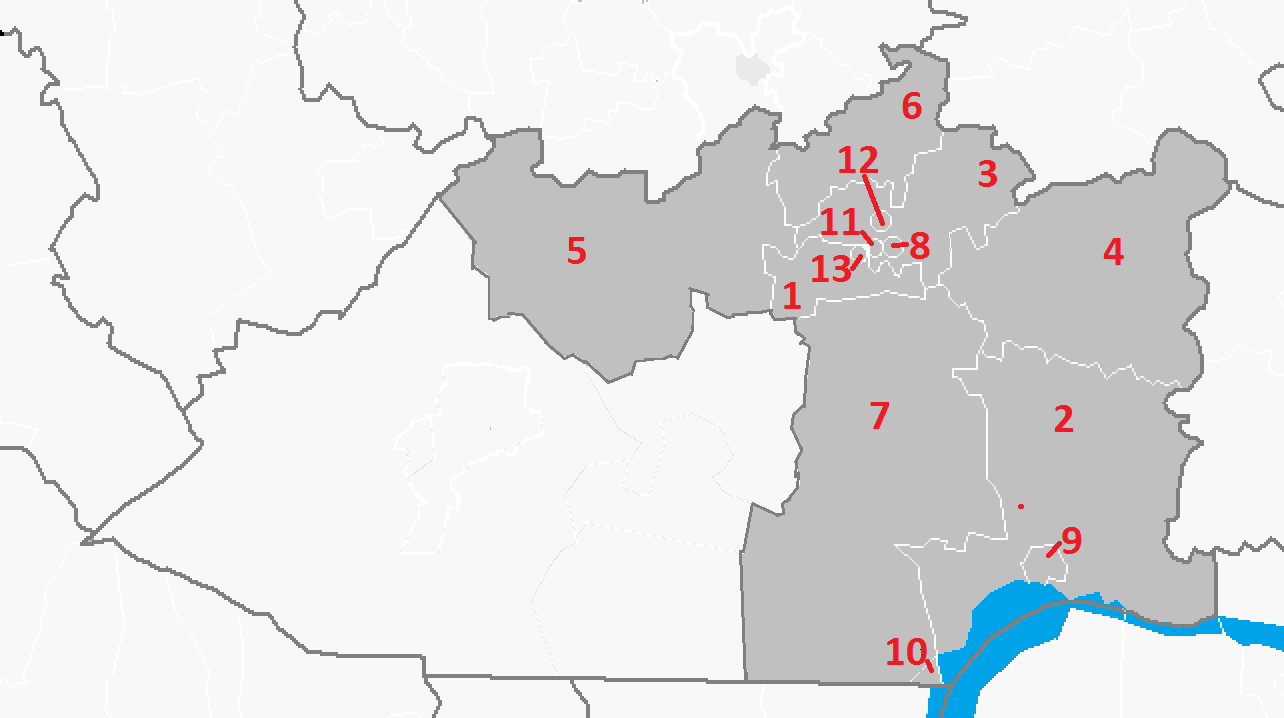
Административное деление области с 2022 года

Область с июня 2022 года включает 7 районов и 6 городов областного подчинения (городских администраций).
1. Абайский район
2. Актогайский район
3. Бухар-Жырауский район
4. Каркаралинский район
5. Нуринский район
6. Осакаровский район
7. Шетский район
8. город Караганда
9. город Балхаш
10. город Приозёрск
11. город Сарань
12. город Темиртау
13. город Шахтинск

### История административного деления
При образовании Карагандинской области в 1932 году в её состав вошли Айртауский, Акмолинский, Арык-Балыкский, Бейнеткорский, Булаевский, Жана-Аркинский, Кзыл-Туский, Кокчетавский, Кургальджинский, Ленинский, Мамлютский, Нуринский, Пресновский, Рузаевский, Сарысуйский, Сталинский, Тельманский, Тонкерейский, Щучинский, Энбекшильдерский, Эркеншиликский районы, а также города Петропавловск и Караганда.
В 1933 году в Карагандинскую область из Алма-Атинской был передан Четский район, а из Карагандинской в Южно-Казахстанскую — Сары-Суйский район.
В 1934 году Жана-Аркинский и Четский районы были переданы в Каркаралинский округ. В том же году образован Красноармейский район.
В 1935 году были образованы Вишневский, Зерендинский, Калининский, Макинский, Молотовский, Полудинский, Пресногорьковский и Приишимский районы.
29 июля 1936 года из части Карагандинской области была образована Северо-Казахстанская область. В составе Карагандинской области остались следующие районы: Акмолинский, Баян-Аульский, Вишневский, Жана-Аркинский, Каркаралинский, Карсакпайский, Коунрадский, Кувский, Кургальджинский, Новочеркасский, Нуринский, Тельманский, Четский, Эркеншиликский и город Караганда.
В 1937 году статус города областного значения получил Балхаш.
В 1938 году был образован Ворошиловский район, а Баян-Аульский район передан в Павлодарскую область.
В 1939 году был образован Улутауский район, а Акмолинский, Вишневский, Новочеркасский и Эркеншиликский районы переданы в Акмолинскую область.
В 1940 году образован Осакаровский район, а Карсакпайский район переименован в Джезказганский.
В 1941 году Кургальджинский район передан в Акмолинскую область.
В 1945 году образован город областного значения Темиртау.
В 1954 году образованы города областного значения Джезказган и Сарань.
В 1961 году образован посёлок областного значения Коктас, а также города областного значения Абай и Шахтинск. Ворошиловский район был переименован в Ульяновский.
В 1963 году вместо существующей сети районов созданы 7 сельских районов: Актогайский, Джездинский, Жана-Аркинский, Каркаралинский, Нуринский, Осакаровский и Тельманский. Образован Акчатауский промышленный район. Образованы города областного значения Каражал и Приозерск.
В 1964 году были образованы Егиндыбулакский, Ульяновский и Шетский районы, а Акчатауский промышленный район упразднён.
В 1972 году образованы Джезказганский и Молодёжный районы.
В 1973 году города Балхаш, Джезказган, Каражал; Актогайский, Джездинский, Джезказганский, Жана-Аркинский, Шетский районы были переданы в Джезказганскую область. Образован Мичуринский район.
В 1977 году образован Талдинский район.
В 1985 году из Целиноградской области в Карагандинскую был передан Тенгизский район.
В 1988 году Тенгизский и Талдинский районы упразднены.
В 1990 году Тенгизский район восстановлен.
В 1993 году Егиндыбулакский район переименован в Казыбекбийский.
В 1997 году к Карагандинской области присоединена Джезказганская в составе Агадырского, Актогайского, Жанааркинского, Жездинского, Токыраунского, Шетского районов и городов Балхаш, Жезказган, Каражал, Сатпаев. В том же году упразднены Агадырский, Жездинский, Казыбекбийский, Молодёжный, Тельманский, Тенгизский и Токыраунский районы. Ульяновский район переименован в Бухар-Жырауский, Мичуринский — в Абайский. Города областного подчинения Абай и Сатпаев переведены в районное подчинение.

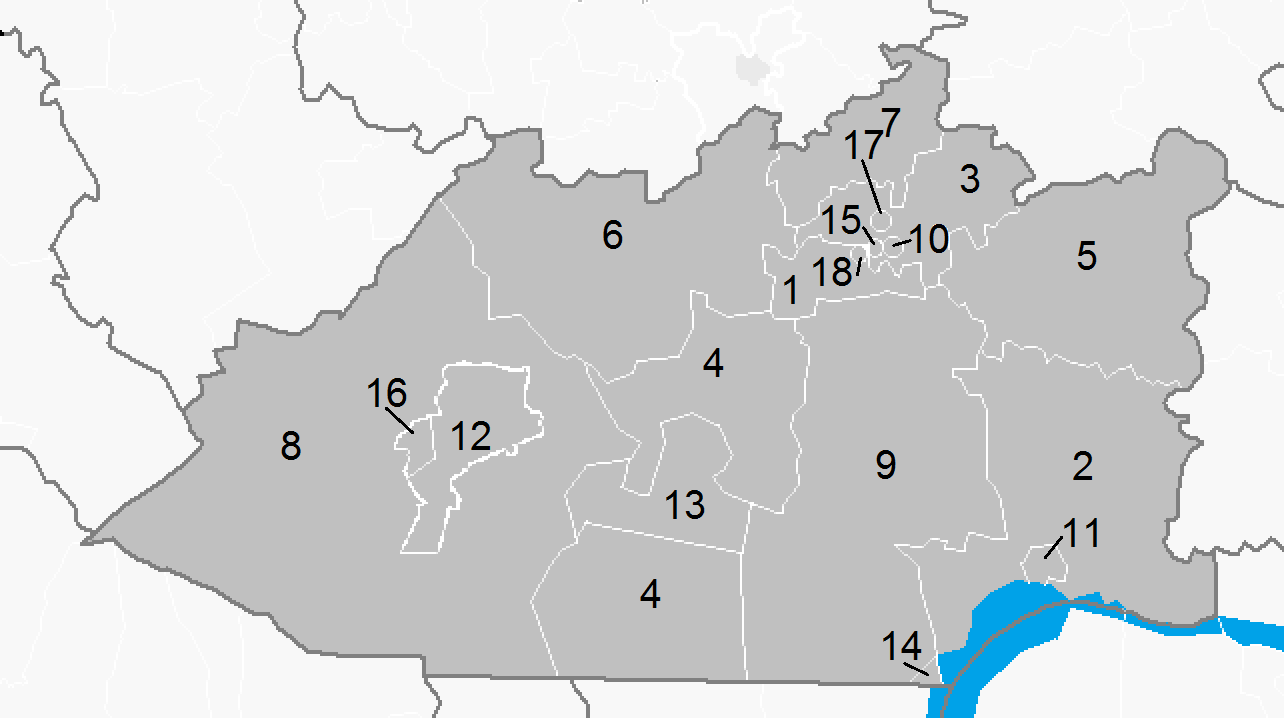
Административное деление области до 2022 года

8 июня 2022 года из состава Карагандинской области была выделена новая Улытауская область. В Улытаускую область были включены города Жезказган (административный центр новой области), Каражал и Сатпаев, а также Жанааркинский и Улытауский районы.
Область до июня 2022 года включала 9 районов и 9 городов областного подчинения (городских администраций).
1. Абайский район
2. Актогайский район
3. Бухар-Жырауский район
4. Жанааркинский район
5. Каркаралинский район
6. Нуринский район
7. Осакаровский район
8. Улытауский район
9. Шетский район
10. город Караганда
11. город Балхаш
12. город Жезказган
13. город Каражал
14. город Приозёрск
15. город Сарань
16. город Сатпаев
17. город Темиртау
18. город Шахтинск

Всего в границах области до 2022 года были расположены 11 городов:
Абай,
Балхаш,
Жезказган,
Караганда,
Каражал,
Каркаралинск,
Приозёрск,
Сарань,
Сатпаев,
Темиртау,
Шахтинск.
Посёлки в границах области до 2022 года: Агадырь, Акжал, Актас, Актау, Акчатау, Жанаарка, Верхние Кайракты, Гульшат, Дария, Долинка, Жайрем, Жамбыл, Жарык (Сейфуллин), Жезды, Жезказган, Кайракты, Карабас, Карагайлы, Карсакпай, Нура (Киевка), Конырат, Кушокы, Кызылжар, Мойынты, Молодёжный, Новодолинский, Осакаровка, Сарышаган, Саяк, Габидена Мустафина (Токаревка), Топар, Ботакара, Шахан, Шашубай, Шубарколь, Южный.
- Камбала — аэропорт в Карагандинской области Казахстана, обслуживающий военный полигон Сары-Шаган.

| города и районы        | население 1.10.2010 с учётом результатов переписи 2009 | площадь (км²) | административный центр | год образования | городов областного подчинения | городов районного подчинения | сельских округов | посёлков | сельских населённых пунктов |
| ---------------------- | ------------------------------------------------------ | ------------- | ---------------------- | --------------- | ----------------------------- | ---------------------------- | ---------------- | -------- | --------------------------- |
| г. Караганда           | 469 196                                                | 498           | -                      | 1934            | 1                             | -                            | -                | -        | -                           |
| г. Темиртау            | 178 418                                                | 302           | -                      | 1945            | 1                             | -                            | -                | 1        | -                           |
| г. Балхаш              | 76 395                                                 | 5916          | -                      | 1937            | 1                             | -                            | -                | 1        | 1                           |
| г. Сарань              | 50 471                                                 | 161           | -                      | 1954            | 1                             | -                            | -                | 1        | -                           |
| г. Шахтинск            | 56 063                                                 | 236           | -                      | 1961            | 1                             | -                            | -                | 4        | -                           |
| г. Приозёрск           | 13 518                                                 | 55            | -                      | 1956            | 1                             | -                            | -                | -        | -                           |
| Абайский район         | 53 079                                                 | 6725          | Абай                   | 1997(1973)      | -                             | 1                            | 11               | 5        | 30                          |
| Бухар-Жырауский район  | 63 596                                                 | 14 403        | Ботакара               | 1938            | -                             | -                            | 23               | 3        | 64                          |
| Актогайский район      | 18 729                                                 | 51 997        | Актогай                | 1928            | -                             | -                            | 16               | 2        | 34                          |
| Шетский район          | 45 270                                                 | 65 695        | Аксу-Аюлы              | 1928            | -                             | -                            | 15               | 53       |                             |
| Нуринский район        | 25 430                                                 | 46 326        | Нура                   | 1928            | -                             | -                            | 23               | 2        | 34                          |
| Осакаровский район     | 34 397                                                 | 11 261        | Осакаровка             | 1940            | -                             | -                            | 22               | 2        | 50                          |
| Каркаралинский район   | 41 402                                                 | 35 472        | Каркаралинск           | 1930            | -                             | 1                            | 23               | 1        | 59                          |
| Карагандинская область | 1 350 039                                              | 427 982       | Караганда              | 1932            | 9                             | 2                            | 157              | 36       | 384                         |

## Население
| Численность населения Карагандинской области | Численность населения Карагандинской области | Численность населения Карагандинской области | Численность населения Карагандинской области | Численность населения Карагандинской области | Численность населения Карагандинской области | Численность населения Карагандинской области | Численность населения Карагандинской области | Численность населения Карагандинской области | Численность населения Карагандинской области |
| 1970                                         | 1979                                         | 1989                                         | 14.02.1999                                   | 2000                                         | 2001                                         | 2002                                         | 2003                                         | 2004                                         | 2005                                         |
| -------------------------------------------- | -------------------------------------------- | -------------------------------------------- | -------------------------------------------- | -------------------------------------------- | -------------------------------------------- | -------------------------------------------- | -------------------------------------------- | -------------------------------------------- | -------------------------------------------- |
| 1 552 056                                    | ↗1 715 502                                   | ↗1 848 157                                   | ↘1 410 218                                   | ↘1 390 454                                   | ↘1 364 781                                   | ↘1 344 244                                   | ↘1 333 656                                   | ↘1 330 927                                   | ↗1 331 702                                   |
| 2006                                         | 2007                                         | 2008                                         | 2009                                         | 2010                                         | 2011                                         | 2012                                         | 2013                                         | 2014                                         | 2015                                         |
| ↗1 334 438                                   | ↗1 339 368                                   | ↗1 342 081                                   | ↘1 341 207                                   | ↗1 346 822                                   | ↗1 352 217                                   | ↗1 357 969                                   | ↗1 362 777                                   | ↗1 369 658                                   | ↗1 378 121                                   |
| 2016                                         | 2017                                         | 2018                                         | 2019                                         | 2020                                         | 2021                                         | 2022                                         | 2023                                         | 2024                                         |                                              |
| ↗1 384 810                                   | ↘1 382 734                                   | ↘1 380 538                                   | ↘1 378 533                                   | ↘1 376 316                                   | ↘1 375 411                                   | ↘1 134 966                                   | ↘1 134 855                                   | ↗1 135 351                                   |                                              |

### Национальный состав

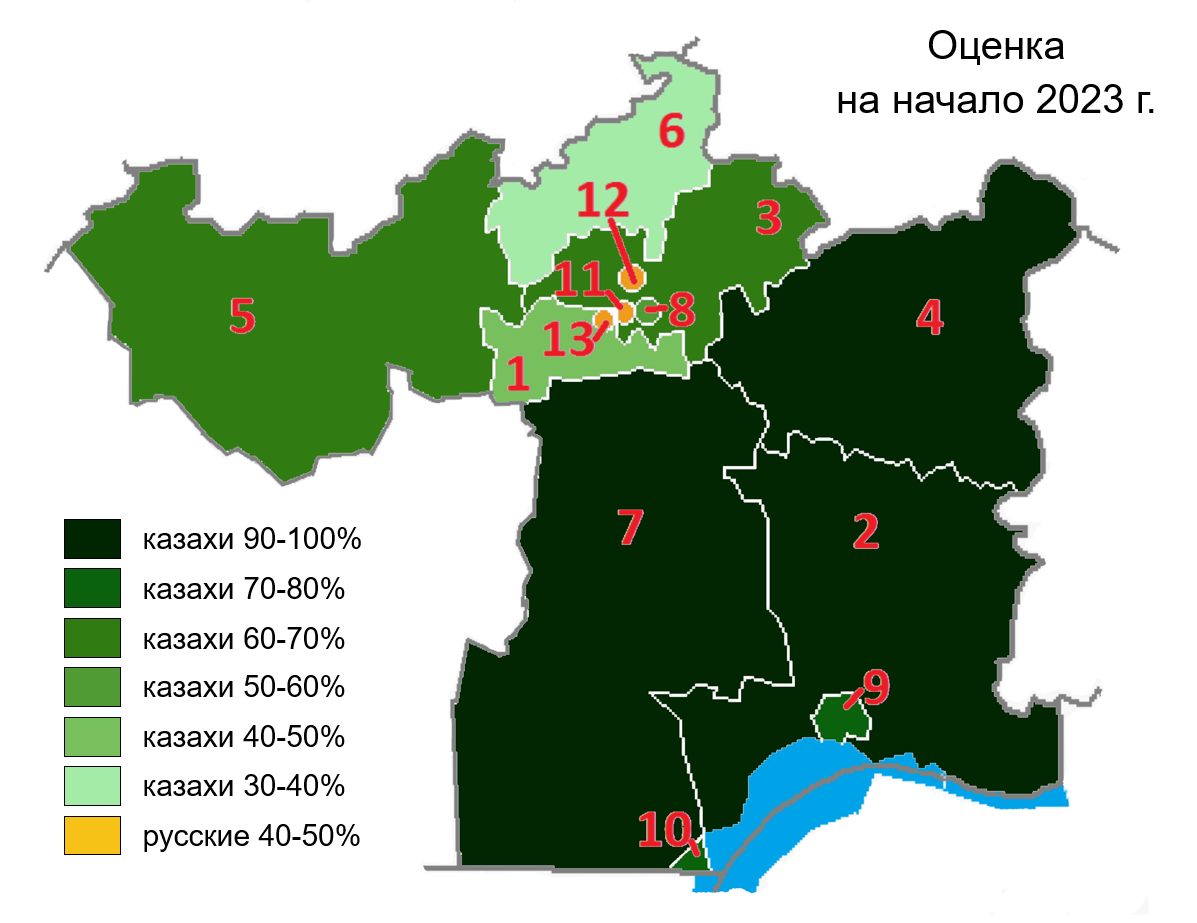
Крупнейший этнос по районам области по оценке на начало 2023 года

#### По области
|               | 1989, чел | %       | 1999 , чел. | %       | 2009 , чел. | %       | 2019, чел. | %       |
| ------------- | --------- | ------- | ----------- | ------- | ----------- | ------- | ---------- | ------- |
| всего         | 1745448   | 100,00% | 1410218     | 100,00% | 1341700     | 100,00% | 1378533    | 100,00% |
| Казахи        | 449837    | 25,77%  | 529478      | 37,55%  | 622265      | 46,38%  | 714068     | 51,80%  |
| Русские       | 817900    | 46,86%  | 614416      | 43,57%  | 529961      | 39,50%  | 488945     | 35,47%  |
| Украинцы      | 128547    | 7,36%   | 78755       | 5,58%   | 49969       | 3,72%   | 40133      | 2,91%   |
| Немцы         | 159208    | 9,12%   | 57229       | 4,06%   | 32787       | 2,44%   | 31955      | 2,32%   |
| Татары        | 52769     | 3,02%   | 39313       | 2,79%   | 32730       | 2,44%   | 30737      | 2,23%   |
| Корейцы       | 14672     | 0,84%   | 14097       | 1,00%   | 13354       | 1,00%   | 13070      | 0,95%   |
| Белорусы      | 35731     | 2,05%   | 21579       | 1,53%   | 13370       | 1,00%   | 10787      | 0,78%   |
| Чеченцы       | 5997      | 0,34%   | 4660        | 0,33%   | 5099        | 0,38%   | 5525       | 0,40%   |
| Азербайджанцы | 4787      | 0,27%   | 3667        | 0,26%   | 4122        | 0,31%   | 4926       | 0,36%   |
| Узбеки        | 4478      | 0,26%   | 2325        | 0,16%   | 3474        | 0,26%   | 4529       | 0,33%   |
| Башкиры       | 9708      | 0,56%   | 5652        | 0,40%   | 4270        | 0,32%   | 3878       | 0,28%   |
| Поляки        | 7239      | 0,41%   | 5572        | 0,40%   | 3982        | 0,30%   | 3491       | 0,25%   |
| Молдаване     | 5401      | 0,31%   | 3428        | 0,24%   | 2520        | 0,19%   | 2376       | 0,17%   |
| Греки         | 3660      | 0,21%   | 2408        | 0,17%   | 1851        | 0,14%   | 1833       | 0,13%   |
| Чуваши        | 5188      | 0,30%   | 3091        | 0,22%   | 2067        | 0,15%   | 1666       | 0,12%   |
| Литовцы       | 3687      | 0,21%   | 2474        | 0,18%   | 1795        | 0,13%   | 1638       | 0,12%   |
| Мордва        | 6665      | 0,38%   | 4097        | 0,29%   | 2235        | 0,17%   | 1514       | 0,11%   |
| Армяне        | 2957      | 0,17%   | 1751        | 0,12%   | 1853        | 0,14%   |            |         |
| Киргизы       | 1484      | 0,09%   | 851         | 0,06%   | 1356        | 0,10%   |            |         |
| Ингуши        | 1602      | 0,09%   | 1427        | 0,10%   | 1313        | 0,10%   |            |         |
| Болгары       | 2313      | 0,13%   | 1664        | 0,12%   | 1116        | 0,08%   |            |         |
| Таджики       | 1072      | 0,06%   | 804         | 0,06%   | 1055        | 0,08%   |            |         |
| другие        | 20546     | 1,18%   | 11480       | 0,81%   | 9156        | 0,68%   | 17462      | 1,27%   |

## Основные минеральные ресурсы
На территории области сосредоточены большие запасы золота, молибдена, цинка, свинца, марганца, вольфрама. Сюда же стоит добавить огромнейшие запасы угля (Карагандинский угольный бассейн), успешно разрабатываемые залежи железных и полиметаллических руд. Месторождения асбеста, оптического кварца, мрамора, гранита, драгоценных и поделочных камней, меди, нефти, газа.
Карагандинский угольный бассейн является основным поставщиком коксующегося угля для предприятий металлургической промышленности Казахстана. В 2009 году началось освоение каменноугольного месторождения Жалын в Жанааркинском районе.
До 2022 года в состав области входило Жезказганское меднорудное месторождение, крупнейшим разработчиком (с полным циклом производства: от добычи медной руды — до производства готовой продукции) является ТОО «Корпорация „Казахмыс“».
См. также Атасуский рудный район.

## Экономика области

### Промышленность
В числе базовых отраслей экономики электроэнергетика, топливная, чёрная металлургия, машиностроение, химическая промышленность.
|                                                         | апрель 2006 г. | май 2006 г. | июнь 2011 г. |
| ------------------------------------------------------- | -------------- | ----------- | ------------ |
| Объём произведённой продукции (работ, услуг), млн тенге | 54777,4        | 57422,1     | 111 087,8    |
| Электроэнергия, млн кВт·ч                               | 897,2          | 866,0       | 769,0        |
| Уголь, тыс. тонн                                        | 1955,0         | 2188,0      | 2961,2       |
| Руды железные, тыс. тонн                                | 332,0          | 322,5       | 978,0        |
| Цемент, тыс. тонн                                       | 66,8           | 80,2        | 235,1        |
| Плоский прокат из железа и стали, тыс. тонн             | 281,1          | 291,1       | 273,5        |
| Рафинированная медь, тонн                               | 35272          | 33215       | 26578        |

### Сельское хозяйство
На 1 июня 2006 года объём валовой продукции составил 8749,8 млн тенге в текущих ценах.
|                                                      | апрель 2006 г. | май 2006 г. |
| ---------------------------------------------------- | -------------- | ----------- |
| Скот и птица на убой в живой массе — всего тыс. тонн | 4,8            | 9,5         |
| Валовый надой молока — всего, тыс. тонн              | 18,4           | 36,4        |
| Производство яиц — всего, тыс. тонн                  | 17,8           | 19,4        |

Во всех категориях хозяйств насчитывается:
|                                  | 01.06.2006 |
| -------------------------------- | ---------- |
| Крупный рогатый скот, тыс. голов | 509,6      |
| Свиньи, тыс. голов               | 198,0      |
| Овцы и козы, тыс. голов          | 1216,3     |
| Лошади, тыс. голов               | 144,8      |
| Птица, тыс. голов                | 1812,3     |

### Строительство
В мае 2006 года введено общей площади жилых зданий — 14 265 м². В том числе полезной площади — 13 525 м².

### Рынок труда
В апреле 2006 года численность работников крупных, средних и малых предприятий, не занимающихся предпринимательской деятельностью, составила 341,9 тыс. человек. В конце мая 2006 года численность зарегистрированных безработных составила 7,9 тыс. человек.
В апреле 2006 года среднемесячная номинальная заработная плата составила 32 349 тенге.

### Информационные технологии
В декабре 2006 года в селе Кокпекты Бухар-Жырауского района запущен проект первой электронной деревни в Казахстане.

### Образование
Область занимает первое место по количеству ВУЗов среди областей и второе место среди всех административных единиц первого уровня (после города Алма-Ата).

## Акимы
1. Нефёдов, Пётр Петрович (1992—1997)
2. Есенбаев, Мажит Тулеубекович (июль 1997 — октябрь 1999)
3. Мухамеджанов, Камалтин Ескендирович (октябрь 1999 — 19 января 2006 года)
4. Нигматулин, Нурлан Зайруллаевич (19 января 2006 года — 19 ноября 2009 года)
5. Ахметов, Серик Ныгметович (19.11.2009 — 01.2012)
6. Кусаинов, Абельгази Калиакпарович (20 января 2012 — 28 января 2013)
7. Абдишев, Бауржан Туйтеевич (29 января 2013 — 20 июня 2014)
8. Абдибеков, Нурмухамбет Канапиевич (с 20 июня 2014 — 14 марта 2017)
9. Кошанов, Ерлан Жаканович (с 14 марта 2017 — 18 сентября 2019)
10. Касымбек, Женис Махмудулы (с 19 сентября 2019 — 8 декабря 2022)
11. Булекпаев, Ермаганбет Кабдулович (с 8 декабря 2022)